# Љубиша Броћић
Љубиша Броћић (Гуча, 3. октобар 1911 — Мелбурн, 16. август 1995) био је српски фудбалер и фудбалски тренер.

## Каријера
Као фудбалер одиграо је 200 утакмица за СК Југославију.
Током своје каријере тренирао је 11 фудбалских клубова и 7 фудбалских репрезентација широм света. Водио је неке од најбољих европских клубова: ПСВ, Јувентус и Барселону. Био је селектор: Египта, Новог Зеланда, Либана, Албаније, Кувајта и Бахреина.
Љубиша Броћић је први увео тзв. „интервални тренинг” и први почео са стварањем „универзалних” играча.

## Највећи успеси
Миљан Миљанић је изјавио: „Сви наши тренери треба да захвале Љубиши Броћићу који је задужио фудбалски део света од Југославије и Европе до Јужне Америке, Африке, Блиског истока, Аустралије. Био је човек света”.

## Трофеји

### Црвена звезда
- Првенство Југославије (2) : 1951. и 1952/53.

### Јувентус
- Првенство Италије (1) : 1957/58.